# Grootegast
Grootegast es antiguo municipio de la provincia de Groninga al norte de los Países Bajos. Ocupa una superficie de 87,74 km², de los que 0,96 km² corresponden a la superficie ocupada por el agua. En octubre de 2014 el municipio contaba con una población de 12.151 habitantes.
Gootegast es también el nombre de la población principal del municipio, que además incluye Doezum, Faan, Kornhorn, Kuzemer, Kuzemerbalk, Lutjegast, Niekerk, Oldekerk, Opende, Peebos, Sebaldeburen y De Snipperij.

## Galería

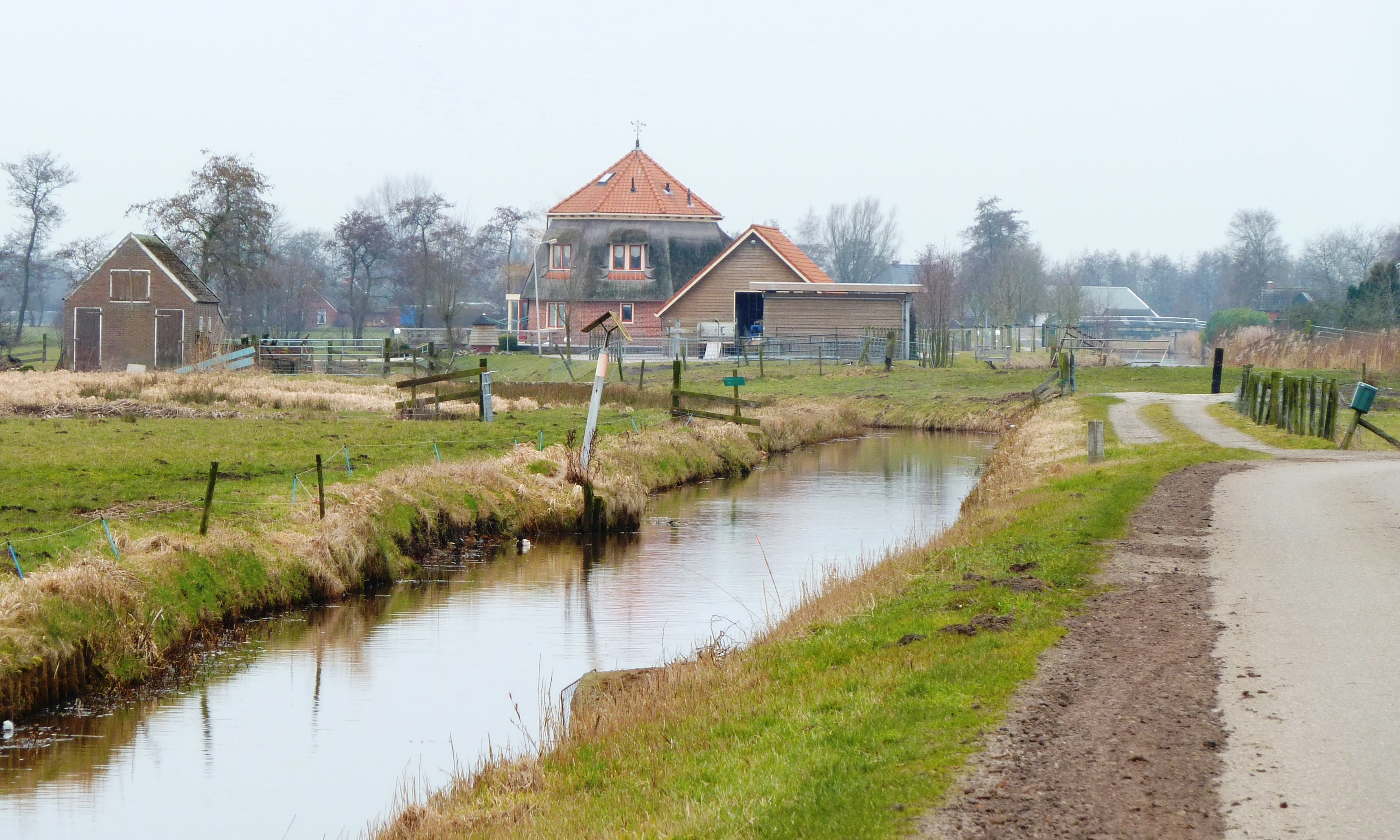
Doezum.
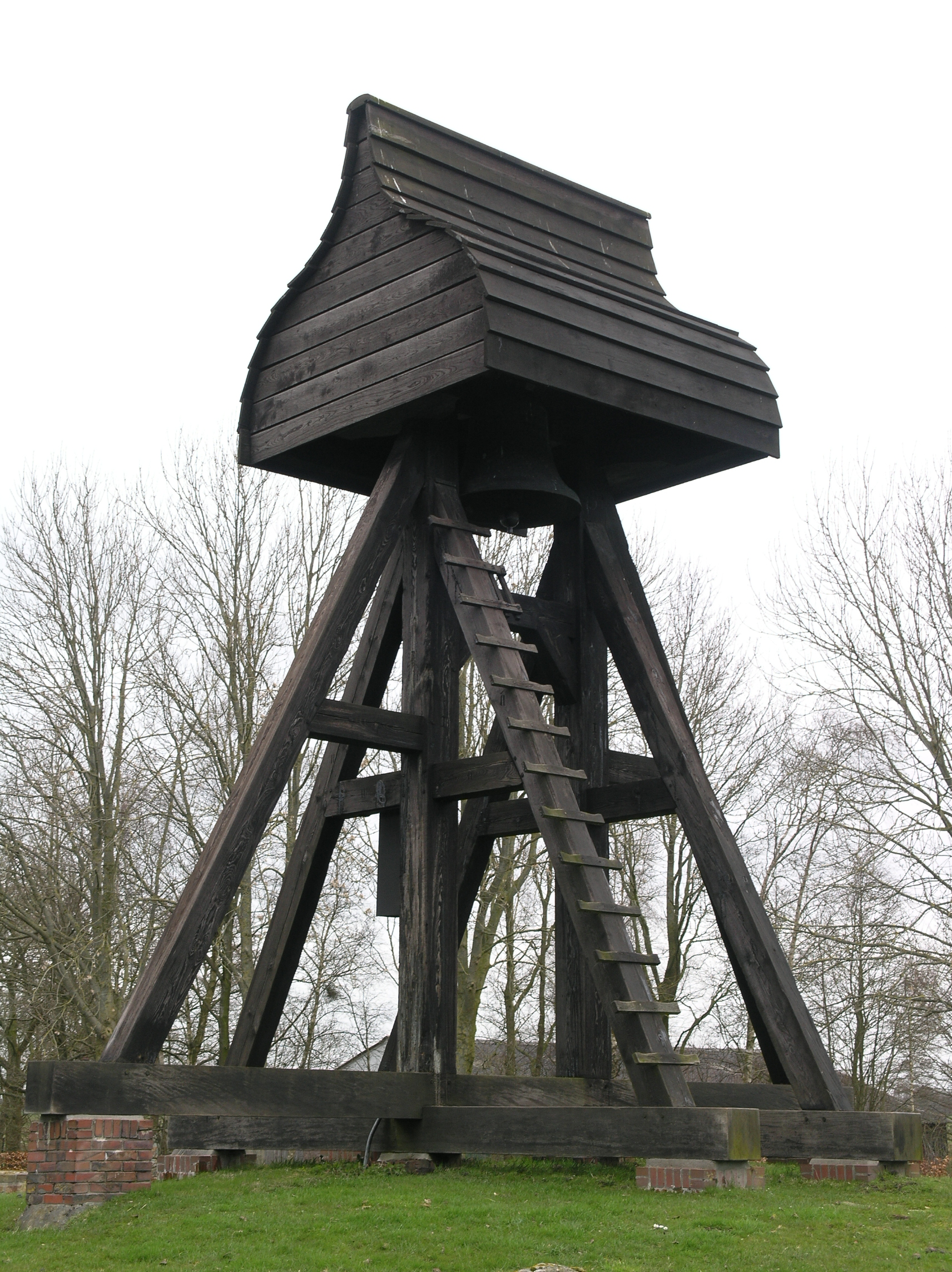
Oldekerk, campanario.
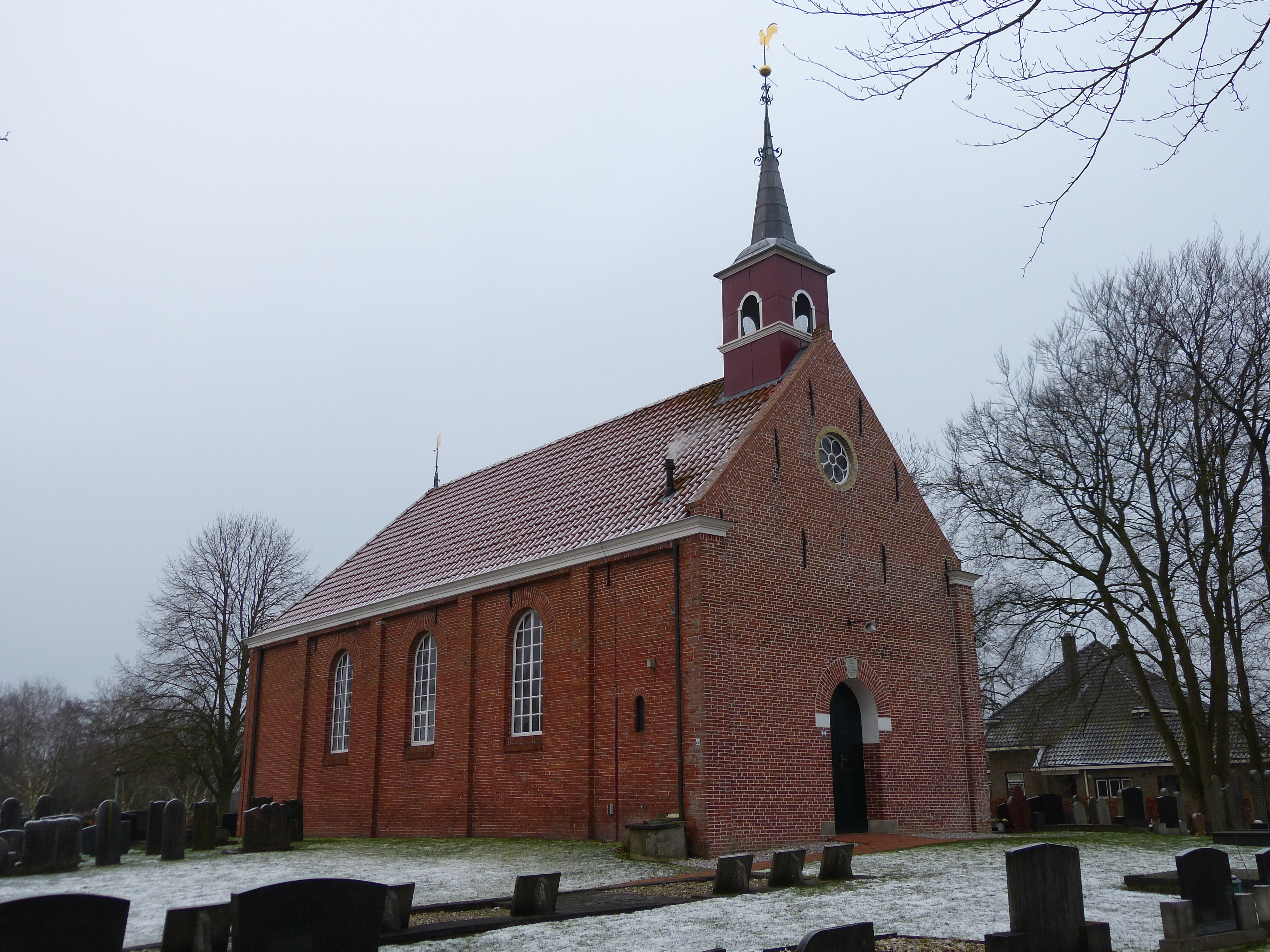
Iglesia de Sebaldeburen.